# Simon Ehammer
Simon Ehammer, född 7 februari 2000, är en schweizisk friidrottare som tävlar i tiokamp och längdhopp.

## Karriär
I mars 2022 vid inomhus-VM i Belgrad tog Ehammer silver i sjukamp med nationsrekordet 6 363 poäng, endast besegrad av kanadensaren Damian Warner. Den 7 maj 2022 vid Mehrkampf-Meeting i Ratingen hoppade Ehammer ett nytt tiokampsrekord i längdhopp med ett hopp på 8,30 meter. Han satte även ett nytt schweiziskt rekord i tävlingen med 8 354 poäng i tiokampen. Den 28 maj 2022 vid Hypo-Meeting i Götzis hoppade Ehammer 8,45 meter och förbättrade sitt schweiziska rekord samt tiokampsrekord i längdhopp. Vid samma tävling förbättrade han även sitt personbästa på 100 meter till 10,46 sekunder samt satte ännu ett schweiziskt rekord i tiokamp med 8 377 poäng.
I juli 2022 vid VM i Eugene tog Ehammer brons i längdhoppstävlingen med ett hopp på 8,16 meter. Följande månad vid EM i München tog han silver i tiokamp och förbättrade sitt schweiziska rekord till 8 468 poäng.

## Tävlingar

### Internationella
| År                   | Tävling                        | Plats                | Placering            | Gren                 | Resultat             |
| Tävlande för Schweiz | Tävlande för Schweiz           | Tävlande för Schweiz | Tävlande för Schweiz | Tävlande för Schweiz | Tävlande för Schweiz |
| -------------------- | ------------------------------ | -------------------- | -------------------- | -------------------- | -------------------- |
| 2017                 | Junioreuropamästerskapen       | Grosseto             | 19:e                 | Tiokamp (U20)        | 6 492 p              |
| 2018                 | Juniorvärldsmästerskapen       | Tammerfors           | 3:e                  | Tiokamp (U20)        | 7 642 p              |
| 2019                 | Junioreuropamästerskapen       | Borås                | 1:a                  | Tiokamp (U20)        | 7 851 p 0NRJ0        |
| 2021                 | Europeiska inomhusmästerskapen | Toruń                | –                    | Tiokamp              | 0DNF0                |
| 2021                 | U23-europamästerskapen         | Tallinn              | 1:a                  | Längdhopp            | 8,10 m               |
| 2022                 | Inomhusvärldsmästerskapen      | Belgrad              | 2:a                  | Sjukamp              | 6 363 p 0NR0         |
| 2022                 | Världsmästerskapen             | Eugene               | 3:e                  | Längdhopp            | 8,16 m               |
| 2022                 | Europamästerskapen             | München              | 2:a                  | Tiokamp              | 8 468 p 0NR0         |
| 2023                 | Europeiska inomhusmästerskapen | Istanbul             | –                    | Tiokamp              | 0DNF0                |
| 2023                 | Europeiska spelen              | Chorzów              | 3:e                  | Längdhopp            | 7,95 m               |
| 2023                 | Världsmästerskapen             | Budapest             | 9:e                  | Längdhopp            | 7,87 m               |
| 2024                 | Inomhusvärldsmästerskapen      | Glasgow              | 1:a                  | Sjukamp              | 6 418 p 0NR0         |
| 2024                 | Europamästerskapen             | Rom                  | 3:e                  | Längdhopp            | 8,31 m               |

### Nationella
| - Schweiziska friidrottsmästerskapen (utomhus): - 2019: Guld – Längdhopp (7,84 meter, Basel) - 2019: Guld – Tiokamp (7 735 poäng, Hochdorf) - 2020: Guld – Tiokamp (8 231 poäng, Langenthal) - 2020: Guld – Längdhopp (7,99 meter, Basel) - 2020: Silver – 110 meter häck (13,48 sekunder, Basel) - 2020: Brons – Stavhopp (5,00 meter, Basel) - 2021: Silver – Längdhopp (7,84 meter, Langenthal) - 2022: Guld – Längdhopp (7,81 meter, Zürich) - 2023: Guld – Tiokamp (8 436 poäng, Basel) - 2023: Guld – Längdhopp (8,03 meter, Bellinzona) | - Schweiziska friidrottsmästerskapen (inomhus): - 2019: Silver – Längdhopp (7,36 meter, St. Gallen) - 2020: Guld – Sjukamp (5 915 poäng, Magglingen) - 2020: Guld – Längdhopp (7,80 meter, St. Gallen) - 2022: Guld – Längdhopp (8,22 meter, Magglingen) - 2022: Guld – 60 meter häck (7,70 sekunder, Magglingen) - 2023: Guld – Längdhopp (7,98 meter, St. Gallen) - 2024: Guld – Längdhopp (8,06 meter, St. Gallen) - 2024: Silver – 60 meter häck (7,55 sekunder, St. Gallen) - 2024: Brons – Stavhopp (5,20 meter, St. Gallen) |

## Personliga rekord
| Utomhus - 100 meter – 10,42 s (Basel, 17 juni 2023) - 200 meter – 21,14 s (Frankfurt, 15 augusti 2020) - 400 meter – 47,27 s (Langenthal, 8 augusti 2020) - 110 meter häck – 13,43 s (Basel, 13 maj 2023) - Höjdhopp – 2,08 m (München, 15 augusti 2022) - Stavhopp – 5,20 m (München, 16 augusti 2022) - Längdhopp – 8,45 m (Götzis, 28 maj 2022) 0NR0 - Tresteg – 14,32 m (Winterthur, 9 september 2017) - Kulstötning – 14,68 m (Ratingen, 7 maj 2022) - Diskus – 39,44 m (Basel, 18 juni 2023) - Spjutkastning – 55,98 m (Götzis, 29 maj 2022) - Tiokamp – 8 468 p (München, 16 augusti 2022) 0NR0 | Inomhus - 60 meter – 6,72 s (Belgrad, 18 mars 2022) - 200 meter – 22,01 s (Magglingen, 25 januari 2020) - 60 meter häck – 7,55 s (St. Gallen, 18 februari 2024) - Höjdhopp – 2,05 m (Belgrad, 18 mars 2022) - Stavhopp – 5,21 m (Aubière, 28 januari 2024) - Längdhopp – 8,26 m (Aubière, 29 januari 2022) 0NR0 - Tresteg – 14,23 m (St. Gallen, 11 februari 2017) - Kulstötning – 15,31 m (Magglingen, 6 februari 2021) - Sjukamp – 6 418 p (Glasgow, 3 mars 2024) 0NR0 |